# Tramposo amor
Tramposo Amor es el primer álbum de la banda chilena Difuntos Correa. Originalmente tenía nueve temas, en la reedición añadieron un tema y un libreto totalmente distinto, puesto que en el original eran dibujos, en la reedición aparecen los componentes del grupo. Se extrajeron cuatro singles. El álbum consiguió el Disco de Oro tras vender más de 10 mil copias.

## Lista de canciones
1. Difunto
2. Mujer en mis sueños
3. Arrepentido
4. Chocolate
5. Black Dancing
6. Tramposo Amor
7. Perfumada
8. Invaden
9. Diferente
10. Pasaje en avión

## Sencillos
- "Arrepentido"
- "Black Dancing"
- "Pasaje en Avión"
- "Tramposo Amor"

- Datos: Q5395322